# Kanton Lacapelle-Marival
Der Kanton Lacapelle-Marival ist seit 1790 ein französischer Wahlkreis im Arrondissement Figeac, im Département Lot und in der Region Okzitanien; sein Hauptort ist Lacapelle-Marival.

## Gemeinden
Der Kanton besteht aus 32 Gemeinden mit insgesamt 8784 Einwohnern (Stand: 1. Januar 2022) auf einer Gesamtfläche von 409,44 km²:
| Gemeinde                 | Einwohner 1. Januar 2022 | Fläche km² | Dichte Einw./km² | Code INSEE | Postleitzahl |
| ------------------------ | ------------------------ | ---------- | ---------------- | ---------- | ------------ |
| Anglars                  | 221                      | 9,99       | 22               | 46004      | 46120        |
| Assier                   | 707                      | 16,49      | 43               | 46009      | 46320        |
| Bessonies                | 74                       | 7,41       | 10               | 46338      | 46210        |
| Cardaillac               | 621                      | 18,10      | 34               | 46057      | 46100        |
| Espeyroux                | 96                       | 7,64       | 13               | 46096      | 46120        |
| Gorses                   | 340                      | 35,60      | 10               | 46125      | 46210        |
| Issepts                  | 277                      | 9,15       | 30               | 46133      | 46320        |
| Labastide-du-Haut-Mont   | 44                       | 9,85       | 4                | 46135      | 46210        |
| Labathude                | 201                      | 10,05      | 20               | 46139      | 46120        |
| Lacapelle-Marival        | 1.278                    | 11,61      | 110              | 46143      | 46120        |
| Latronquière             | 429                      | 10,37      | 41               | 46160      | 46210        |
| Lauresses                | 242                      | 23,73      | 10               | 46161      | 46210        |
| Le Bourg                 | 301                      | 13,15      | 23               | 46034      | 46120        |
| Le Bouyssou              | 122                      | 5,62       | 22               | 46036      | 46120        |
| Livernon                 | 720                      | 25,86      | 28               | 46176      | 46320        |
| Montet-et-Bouxal         | 213                      | 11,51      | 19               | 46203      | 46210        |
| Reyrevignes              | 366                      | 12,44      | 29               | 46237      | 46320        |
| Rudelle                  | 185                      | 6,83       | 27               | 46242      | 46120        |
| Rueyres                  | 195                      | 9,31       | 21               | 46243      | 46120        |
| Sabadel-Latronquière     | 93                       | 12,29      | 8                | 46244      | 46210        |
| Saint-Bressou            | 122                      | 10,03      | 12               | 46249      | 46120        |
| Saint-Cirgues            | 323                      | 32,50      | 10               | 46255      | 46210        |
| Sainte-Colombe           | 234                      | 11,35      | 21               | 46260      | 46120        |
| Saint-Hilaire            | 62                       | 7,93       | 8                | 46269      | 46210        |
| Saint-Maurice-en-Quercy  | 205                      | 13,00      | 16               | 46279      | 46120        |
| Saint-Médard-Nicourby    | 98                       | 7,77       | 13               | 46282      | 46210        |
| Saint-Simon              | 194                      | 9,26       | 21               | 46292      | 46320        |
| Sénaillac-Latronquière   | 129                      | 11,26      | 11               | 46302      | 46210        |
| Sonac                    | 93                       | 7,34       | 13               | 46306      | 46320        |
| Terrou                   | 175                      | 9,94       | 18               | 46314      | 46120        |
| Thémines                 | 242                      | 13,35      | 18               | 46318      | 46120        |
| Théminettes              | 182                      | 8,71       | 21               | 46319      | 46120        |
| Kanton Lacapelle-Marival | 8.784                    | 409,44     | 21               | 4611       | –            |

Bis zur landesweiten Neuordnung der französischen Kantone im März 2015 gehörten zum Kanton Lacapelle-Marival die 19 Gemeinden Albiac, Anglars, Aynac, Cardaillac, Espeyroux, Issendolus, Labathude, Lacapelle-Marival, Le Bourg, Le Bouyssou, Leyme, Molières, Rudelle, Rueyres, Saint-Bressou, Sainte-Colombe, Saint-Maurice-en-Quercy, Thémines und Théminettes. Sein Zuschnitt entsprach einer Fläche von 215,96 km2. Er besaß vor 2015 einen anderen INSEE-Code als heute, nämlich 4613.

## Bevölkerungsentwicklung
| 1962  | 1968  | 1975  | 1982  | 1990  | 1999  | 2006  |
| ----- | ----- | ----- | ----- | ----- | ----- | ----- |
| 6.433 | 7.068 | 7.000 | 7.053 | 6.720 | 6.142 | 6.494 |